# کارخانه کاغذسازی اچمیادزین
کارخانه کاغذسازی اچمیادزین (انگلیسی: Etchmiadzin Paper Factory) در سال ۱۷۷۵ توسط جاثلیق سیمئون اول یروانتسی بنا نهاده شد. این کارخانه برای حدود شش سال به فعالیت پرداخت. اما در سال ۱۷۸۰ پس از مرگ وی بسته شد. 